# Don't stop the music (今井絵理子の曲)
「Don't stop the music」（ドント・ストップ・ザ・ミュージック）は、日本の女性歌手、今井絵理子の6枚目のシングル。

## 解説
- 2002年1月23日にSONIC GROOVEよりリリースされた。
- SONIC GROOVE移籍第1弾シングル。
- TBS系バラエティ「ランク王国」2001年12月、2002年1月度オープニングテーマ。
- 初回生産分のみトレーディングカードが封入されている。（全4種）
- ソロ作品として初めてオリコン週間シングルチャートTOP10入りを逃した。
- この年の3月に今井は高校卒業だが、通学していた八雲学園高校は校則が厳しかったため染髪やピアスは禁止だった。芸能界の者ならば普通に行われていることではあるので「本当によく耐えてきたなと思いました」と2002年1月30日放送の速報!歌の大辞テンで語っていた。ちなみにこの回では昭和60年冬のトップ10であったが同曲は今週のトップ10で9位となった。（対する昭和60年冬のトップ10の9位は「バレンタイン・キッス」）

## 収録曲
1. Don't stop the music
  - 作詞・作曲・編曲:T2ya
2. Style
  - 作詞・作曲・編曲:T2ya
3. Don't stop the music (Hyper Groove Remix)
4. Don't stop the music (INST)
5. Style (INST)

## その他の収録作品
- Don't stop the music
  - Single Collection〜Stairway〜(CD,DVD)

## 商品規格
AVCD-16013 定価￥1,050